# 象征主义文学
象征主义文学是起源于19世纪中叶的法国，并于20世纪初期扩及欧美各国的一个文学流派，是象征主义思潮在文学上的体现，也是现代主义文学的一个核心分支，主要涵盖诗歌和戏剧两大领域，其影响力一直持续到今天。西方主流学术界认为象征主义文学的诞生是古典文学和现代文学的分水岭。
法国诗人夏尔·波德莱尔和美国诗人爱伦·坡是象征主义的先驱。尽管“象征主义”一词最早出现于1886年，但波德莱尔和爱伦·坡早在19世纪中叶的创作就最初涉及到了一些象征主义的理念。

## 概述
19世纪80年代中期在法国正式打出旗号的象征主义是对以孔德为代表的实证主义哲学和以左拉为代表的自然主义文学的反驳。在象征主义者看来，实证主义只知机械的论证实际事物之间的因果关系，自然主义则侧重遗传和环境对人性形成的影响，这些都无法揭露艺术的本质。象征主义者们主张发掘隐匿在自然界背后的理念世界，凭个人的敏感和想象力来创造超自然的艺术。尼采、弗洛伊德和柏格森的思想可以看作是象征主义的哲学基础。
象征主义者在题材上侧重描写个人幻影和内心感受，极少涉及广阔的社会题材；在艺术方法上否定空泛的修辞和生硬的说教，强调用有质感的形象和暗示、烘托、对比、联想的方法来创作。此外，象征主义文学作品多重视音乐性和韵律感。
作为一个国际性的文学思潮，象征主义在各个国家、地区的发展特征不尽相同，这涉及到各个国家民族气质、文化传统以及作家个人气质等等复杂因素。法国的象征主义比较精纯，而英美的象征主义则显得比较驳杂。象征主义文学在诗歌领域内的成就最高，诸多20世纪最伟大的诗人都可被归于象征主义诗人之列。此外象征主义在戏剧领域也取得了一定的成就。

## 先驱者：波德莱尔和爱伦·坡

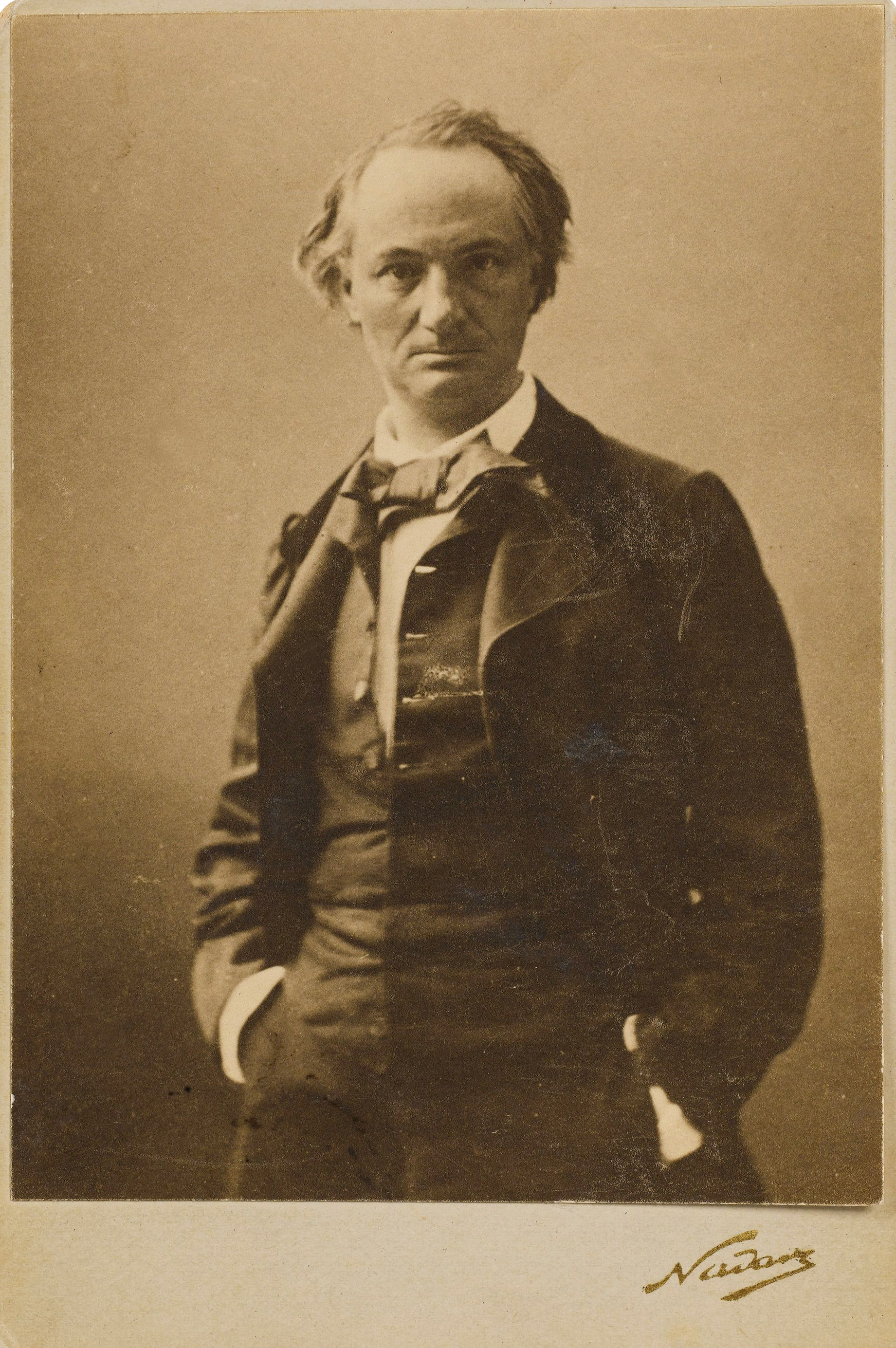
夏尔·波德莱尔

美国诗人艾伦·坡的理论和创作对法国象征主义的形成产生了重大影响。他在《诗歌创作原理》中倡导反自然、反说教的诗学主张，并强调形式美、暗示性和音乐性，可以看作是象征主义的理论滥觞。
法国诗人夏尔·波德莱尔的诗集《恶之花》（1857）则可以看作是第一部具有象征主义特质的诗作。在《恶之花》中，波德莱尔用肉感的笔调描写病态的性爱，歌颂“心灵与官能的热狂”，但也表达对光明和理想的追求。在文学史上，《恶之花》可以看作是浪漫主义和象征主义之间的过渡作品，仍然袭用传统的诗歌韵律，仍然依靠修辞的作用。但这却是第一部以城市和社会中的人性之丑恶作为审美对象的诗作，表达了现代人在社会丑恶中焦虑、烦躁的状态。

## 前期象征主义：魏尔伦、兰波、马拉美
继波德莱尔之后，19世纪70、80年代蜚声法国诗坛的保尔·魏尔伦（1844－1896）发扬了象征主义者强调诗歌音乐性的一面。魏尔伦在其《诗的艺术》（1884）中主张：诗歌应该首先具有音乐性，那是流动的、朦胧的、清灵的；选词上要求模糊和精确相结合；要色晕而不要色彩；不要格言警句、插科打诨类的东西。总之，诗歌要追求一种弥漫渗透的气氛。
魏尔伦的诗作亲切自然，韵律之美妙在象征主义诗人中独树一帜。代表作品还包括《三年以后》（1866）、《白色的月》、《狱中》等等。
70年代初曾一度和魏尔伦发生同性恋情的诗坛奇才阿尔图尔·兰波（1854－1891）为法国象征主义文学带来了超现实主义的因素。象征主义者力求发现（或破译）隐藏在日常事物后面的真实，超现实主义者则进一步要求通过直觉和幻想创造事物之外的真实。从这个意义上将，兰波是法国象征主义诗人中比较激进的一位。
兰波的诗作以其瑰丽的色彩而著称。1871年9月少年兰波应魏尔伦之邀来到巴黎，很快便靠《醉舟》一诗声名大噪。在这部诗中，诗人自比一只无舵无锚的醉舟，在大海上随波逐流，无所羁束。诗风诡谲绚烂，是象征主义诗歌中的精品。在另外一首著名诗歌《母音》中，兰波用五种不同的色彩象征法语的五个元音字母，然后通过具体的描绘把形状、颜色、气味、音像和运动等因素交织起来，以求实现“通感”的境界。此外，散文诗《地狱一季》也是难得一见的天才之作。
虽然兰波和魏尔伦关系十分密切，但两人的风格却大不相同。魏尔伦以亲切自然、音韵和谐见长，兰波则以奇特意象和梦幻色彩著称。1912年，兰波被刚刚崛起的超现实主义文学尊为鼻祖。
斯蒂凡·马拉美（1842－1898）被誉为“象征主义之象征”，是象征主义发展历程中的关键人物。他是第一个将象征主义理论系统化的诗人。马拉美提出“纯诗”理论，认为诗是从无到有、超越经验的独立存在；诗是一种魔术，运用咒语来创造不同于现实世界的绝对理念世界。在创作方法上，马拉美十分强调暗示性的重要。他曾说：“叫出一个事物的名字就会破坏诗的大半乐趣……理想的方法是暗示事物。”
马拉美的理论具有神秘主义和唯美主义的色彩。他在理论上建树颇高，被同代象征主义诗人誉为领袖，而他本人的诗作却并不多。比较有代表性的包括收录在1887年出版的《诗集》中的《天鹅》，以及历时二十余年而未完成的《海洛狄亚德》。然而马拉美最著名的作品却是写于1876年的《牧神的午后》。这首诗后来经音乐家德彪西为之谱曲而广为传播。诗歌根据希腊神话中牧神追求水中仙女的故事写成。
1885年以后，马拉美在巴黎的寓所举行一周一次的“星期二沙龙”，逐渐成为象征主义文学的中心。其时欧洲许多年轻诗人慕名拜访，象征主义文学正式超越了法国一国的范围，成为一场国际性文学运动。

## 后期象征主义：瓦雷里、里尔克、叶芝、艾略特
19世纪末20世纪初，象征主义从法国扩及英、美、德、意、俄等国家和地区，发展成国际性文学思潮，并在20世纪20年代达到高潮。象征主义理念和各国的文学传统和创作风格结合，显得复杂起来。
法国仍然是象征主义勿庸置疑的中心。法国后期象征主义诗人的主要代表是保尔·瓦雷里（1871－1945）。他继承了马拉美的纯诗传统，却在诗歌中融入了关于生与死、变化与永恒、行动与冥思等哲学上的思索。其成名作是《年轻的司命女神》（1917），描写不同性质意识之间的矛盾冲突。1922年，瓦雷里出版诗集《幻美集》，其中收录了诸多优秀的诗作，包括《脚步》、《石榴》、《风灵》等。
瓦雷里一生的巅峰之作是晚年的《海滨墓园》，诗的主旨是关于绝对静止与人生交易的对立统一关系。开篇“这片平静的房顶上有白鸽荡漾”成为脍炙人口的名句。这首诗代表在诗歌创作方面瓦雷里的成就高过了他的前人马拉美。
除瓦雷里外，雷米·德·果尔蒙（1858－1915）和弗兰西斯·耶麦（1868－1938）也是颇负诗名的法国象征主义诗人。前者风格柔婉清丽，注重对嗅觉的表达；后者则以淳朴的语言风格著称。
奥地利的莱纳·玛利亚·里尔克（1875－1926）是象征主义在德语文学中的代表。他早年曾担任过雕塑家罗丹的助手，受到罗丹雕塑风格的启发，其诗作风格刻画精细，名作《豹》就是其作品雕塑性的代表。里尔克的作品主要收录在《图像集》（1906）、《新诗集》（1908）等几部作品集中。1922年，里尔克迁居瑞士，并迎来了他一生中创作的高峰。在这段时间内，他完成了著名的组诗《致奥尔弗斯十四行诗》和《杜伊诺哀歌》，也正是这两部作品奠定了里尔克在现代诗坛上大师的地位。其风格晦涩难懂，有些评论家甚至认为其中包含了很多存在主义的观点。象征主义诗歌系统化和抽象化的特点在里尔克的作品中达到极致。
除欧洲大陆外，象征主义的影响也波及了英语世界，代表人物主要有爱尔兰的威廉·巴特勒·叶芝（1865－1939）和T·S·艾略特（1888－1965）。
叶芝早期诗作中的象征主义是和爱尔兰民族的古老神话密切结合在一起的。他利用神话传说中的角色、故事和事物来作象征。《奥辛之浪迹》（1889）是叶芝早期的重要作品，以古代英雄奥辛骑着仙马游历世界的故事来比喻人生的各个时期。进入20世纪后，随着大量的参加政治运动和社会活动，叶芝的风格逐渐明朗化，并逐渐抛却了早期的神秘主义倾向。其诗作主题开始与现实紧密结合，语言和更加洗练，是现代英语诗歌中的一座高峰。其后期的代表作品包括《驶向拜占庭》、《丽达与天鹅》、《在学童中间》等等。
叶芝是象征主义诗人中第一个建立了自己复杂的象征体系的诗人。其理论著作《灵视》（1937）大量涉及诗人自己的历史观、宇宙观，并包含了广泛的意象。
艾略特是美国象征主义诗歌的代表人物，无论在理论上还是创作上都做出了巨大贡献。其代表作《荒原》（1922）已经被誉为有史以来最伟大的英语诗歌之一。《荒原》取材自关于“圣杯”的古老传说，把丧失了信仰的现代世界比作一个荒原。在诗中，艾略特旁征博引，涉及到了大量神话传说和象征意象，并运用了多种古语言和现代语言。尽管诗人自己为之加注了50多条注释，却还是鲜有人能读懂。艾略特的另一篇重要作品是《四个四重奏》，以高度抽象的手法表达了诗人对暂时与永恒之间的对立统一观点的思索。
艾略特的诗作的一个显著的特点是和宗教的关系十分密切。无论是《荒原》还是《四个四重奏》都体现了解救人类最终极的途径就是皈依宗教的观点。1927年，艾略特加入英国国籍，转向宗教剧的创作。
这一时期重要的象征主义诗人还包括美国的华莱士·斯蒂文斯（1879－1955），其代表作《风琴》（1923）和《黑色的统治》也是象征主义的杰出诗作。

## 象征主义戏剧
象征主义的理念在19世纪90年代进入欧洲的戏剧领域。比利时的莫里斯·梅特林克（1862－1949）被认为是第一位象征主义剧作家。1890年，旅居巴黎的梅特林克发表《闯入者》，标志着象征主义戏剧的誕生。该剧以抽象的概念“死亡”为题，没有具体的情节或环境，完全颠覆了传统的戏剧叙事风格。
1892年，梅特林克发表多幕剧《佩莱亚斯和梅丽桑德》，在欧洲剧坛引起轰动。该剧根据中世纪骑士故事改编，以大森林为背景。女主人公来历不明，一切情感的发生都是不自觉的。全剧营造了一种凄凉而美丽的情调、一种怅惘无告的哀戚。作者用词语的重复、人物之间的回应、休止或沉默等方式烘托人生无常、命运难测的神秘气氛。马拉美曾经在观看此剧后评论：“这个艺术形式使一切成为名副其实的音乐。”
梅特林克一生的颠峰是1908年创作的名剧《青鸟》。这是一部六幕童话剧，以穷苦人家的一对兄妹寻找青鸟的过程象征寻找幸福的过程。这部剧作使得梅特林克跻身有史以来最优秀的法语剧作家之列。
德国剧作家盖尔哈特·霍普特曼（1862－1946）的创作经历了从自然主义、现实主义到象征主义的转变。早期的名作《日出之前》（1889）和《织工》（1893）中已经开始采用某些象征主义的元素，而发表于1896年的《沉鐘》则已经是彻底的象征主义风格了。《沉鐘》也是一部童话剧，是象征主义剧作中风格最崇高悲壮的一部。
此外，爱尔兰诗人叶芝也从事过戏剧的创作。在他领导的艾比剧院曾经上演过他执笔的26部戏剧，基本都属于象征主义的风格。这些戏剧没有鲜明的性格塑造、尖锐的戏剧冲突，人物的动作也很少，只是不断的用诗的语言倾诉内心的情绪和憧憬。最具代表性的是上演于1906年的《阴影下的水》。
由于象征主义侧重暗示和朦胧之美，适宜于抒情，而不适宜于描写冲突和具体的人物性格，因此象征主义戏剧的成就十分有限，且并没有如诗歌一样形成一场国际性运动。